# Споменар (серија)
„Споменар” је југословенска телевизијска серија снимљена 1984. године у продукцији Телевизије Београд.

## Улоге
| Глумац             | Улога     |
| ------------------ | --------- |
| Светозар Цветковић | Водитељ   |
| Дара Џокић         | Водитељка |
| Биљана Крстић      |           |
| Зоран Лековић      |           |
| Лео Мартин         |           |
| Радмила Микић      |           |
| Мерима Његомир     |           |
| Весна Предојевић   |           |
| Душан Прелевић     |           |
| Нина Спирова       |           |
| Боба Стефановић    |           |
| Драган Стојнић     |           |

Комплетна ТВ екипа  ▼
| Редитељ              | Каменко Калуђерчић |
| Сценариста           | Драган Алексић     |
| Продуцент            | Живота Косановић   |
| Директор фотографије | Милан Павловић     |